# San Ildefonso (Toledo)

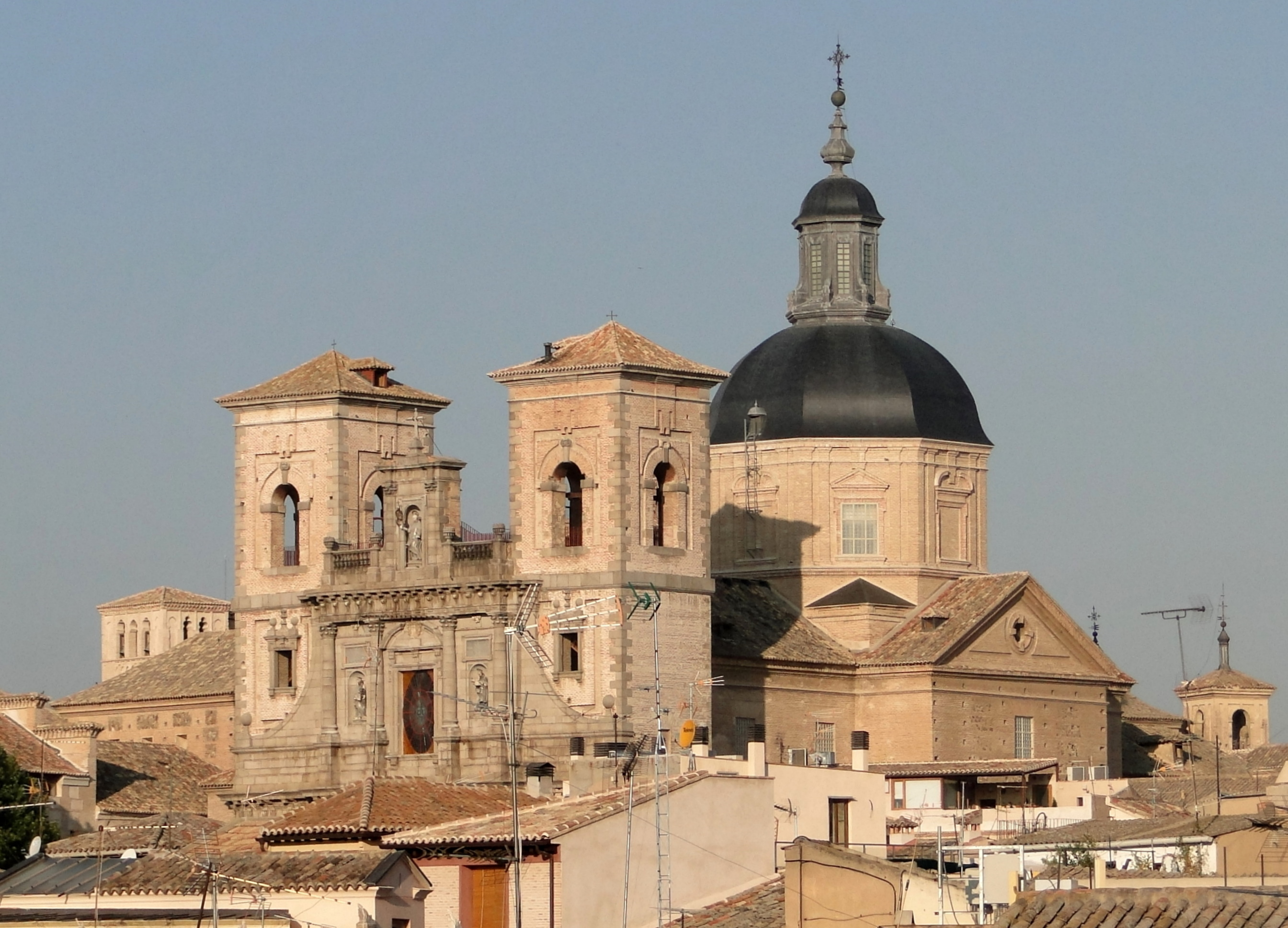
Jesuitenkirche San Ildefonso in Toledo

Die Kirche San Ildefonso liegt im Zentrum der ehemaligen spanischen Hauptstadt Toledo und wurde vom Jesuitenorden, dem Hauptträger der Gegenreformation in Europa, gegründet. Der Platz gilt auch als Geburtsort des hl. Ildefons von Toledo, der hier in den Jahren 657–667 das Amt des Erzbischofs bekleidete.

## Geschichte
Bereits im Jahr 1569 hatte der Jesuitenorden in der ehemaligen spanischen Hauptstadt Toledo ein Grundstück für einen Kirchenneubau erworben. Der Beginn der Bauarbeiten verzögerte sich jedoch bis zum Jahr 1629 und kurze Zeit später starb der verantwortliche Architekt Pedro Sánchez; er wurde 1633 durch Francisco Bautista ersetzt, der noch Teile der Fassade in Angriff nahm. Erst im Jahr 1669 waren die mit Natursteinen verkleidete Fassade und die beiden aus Ziegelsteinen errichteten Westtürme fertiggestellt. Im Jahr 1718 wurde der immer noch unvollendete Kirchenbau geweiht, doch seine Fertigstellung zog sich noch bis zum Jahr 1765 hin. Zwei Jahre später wurden die Jesuiten aus Spanien vertrieben (Aufhebung des Jesuitenordens). Der Kirchenbau wurde in den 1990er Jahren restauriert.

## Architektur

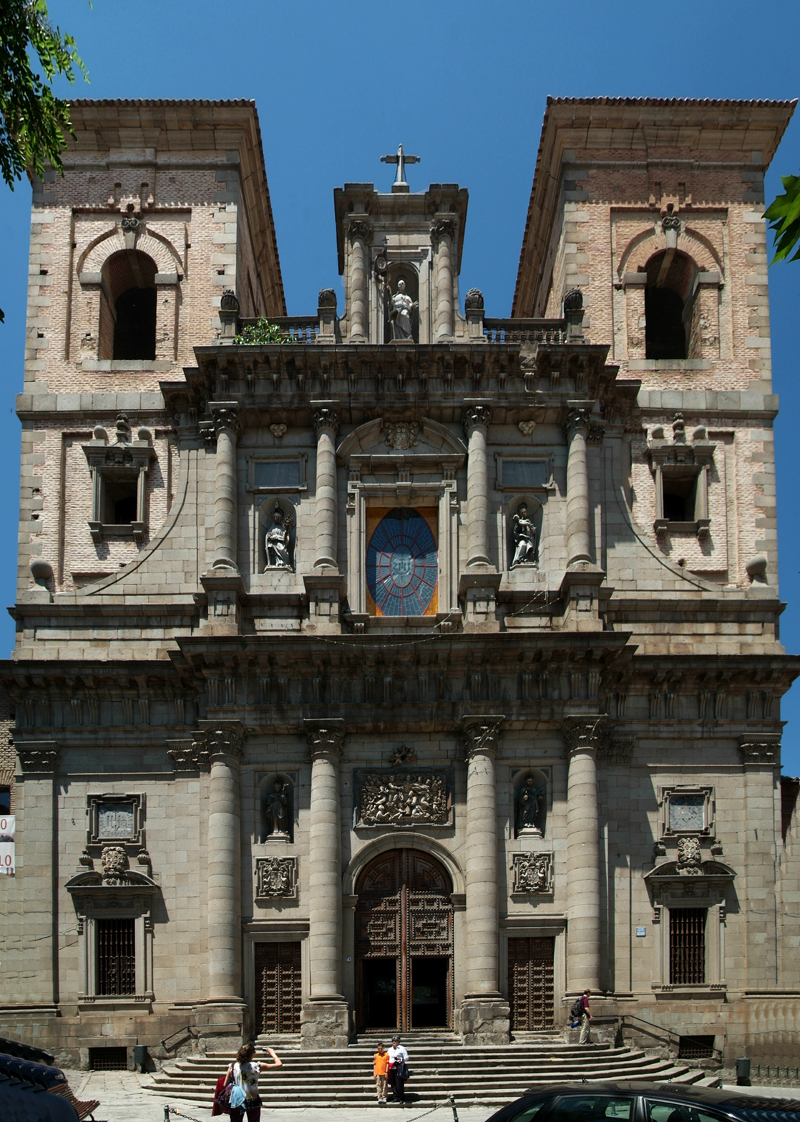
Fassade

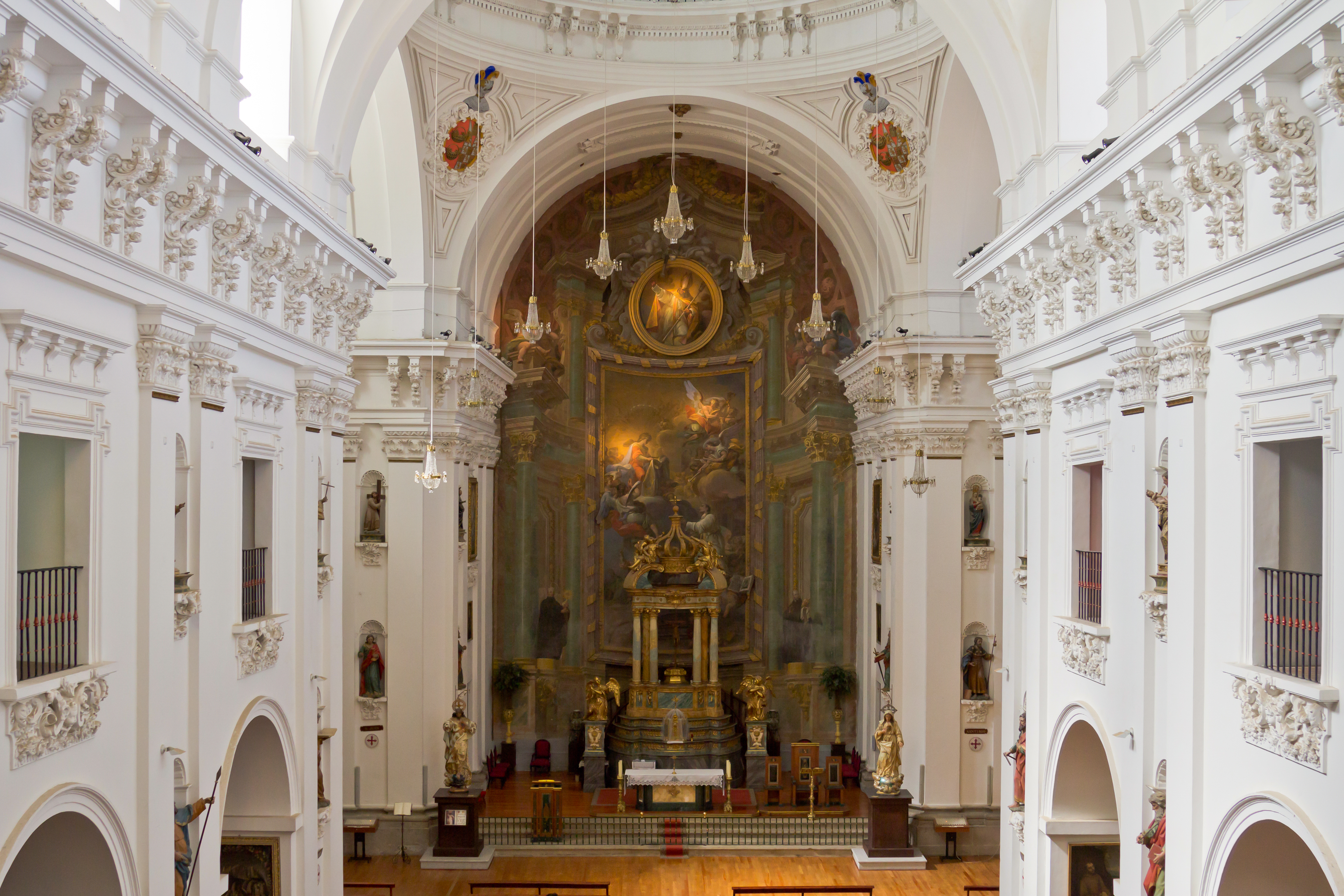
Inneres der Kirche

### Baumaterialien
Der gesamte Kirchenbau ist – wie bereits die früheren Kirchenbauten Toledos – aus Ziegelsteinen errichtet; lediglich die vorgeblendete Fassade besteht aus exakt behauenen Natursteinen. Das Innere der Kirche ist vollständig mit Stuck überzogen bzw. gestaltet.

### Grundriss
Der Grundriss der Kirche entspricht dem eines lateinischen Kreuzes; er schließt somit – wie auch die Mutterkirche des Jesuitenordens Il Gesù in Rom (1568–1584) – an die vorreformatorische Kirchenbauweise an.

### Fassade
Obwohl gewisse Ähnlichkeiten zur römischen Mutterkirche vorhanden sind, ist die ebenfalls zweigeschossige Fassade von San Ildefonso deutlich plastischer und schmuckfreudiger – hierzu tragen vor allem die in zwei übereinander liegenden Ebenen angeordneten acht vorgestellten Säulen und die größere Anzahl der Nischen und Relieffelder bei. Anstelle des römischen Dreiecksgiebels findet sich hier ein von seitlichen Balustraden begleiteter Nischenaufsatz mit einer Figur des Ordensgründers Ignatius von Loyola. Bemerkenswert und in der römischen Architektur der Zeit kaum denkbar sind die beiden Türme, die sich – insgesamt stimmig – aus den beiden unteren Seiten der Fassade entwickeln, jedoch durch ihre Ziegelsteinbauweise irgendwie fremdartig und unvollendet wirken.

### Innenraum
Das gewölbte einschiffige Langhaus der Kirche wird von acht Seitenkapellen mit darüber befindlichen Balkonemporen begleitet. Es ist insgesamt in hellem Weiß gehalten und wird durch Pilaster, zwischen denen sich Nischen mit Figuren befinden, gegliedert. Darüber ragt ein reich gestalteter barocker Konsolenfries aus Stuck in den Raum hinein. Über der Vierung erhebt sich eine auf vier Pendentifs ruhende und durch einen belichteten Tambour erhöhte Kuppel mit abschließender Laterne. Zwei Querhausarme schließen sich seitlich an.

### Ausstattung
Apsis
Die Rückwand der Apsis zeigt eine gemalte Scheinarchitektur, in deren Mitte sich ein großes rechteckiges Fresko mit der Darstellung der von Maria persönlich durchgeführten Übergabe des Bischofsgewandes an den hl. Ildefons befindet, der in einem darüber befindlichen Tondo nochmals im Bischofsornat erscheint. Zwei im unteren Bereich zwischen zwei Säulen stehende schwarzgekleidete Jesuitenbrüder sind ebenfalls gemalt. Der von zwei goldenen Engelsfiguren seitlich begleitete baldachinartige Altaraufsatz verdeckt große Teile des Mittelfreskos.
Seitenkapellen
In den Seitenkapellen befinden sich mehrere eindrucksvolle Altarretabel im zur Zeit ihrer Entstehung (18. Jahrhundert) modernen Stil des Churriguerismus. In den beiden Querhausarmen stehen weitere Altarretabel.

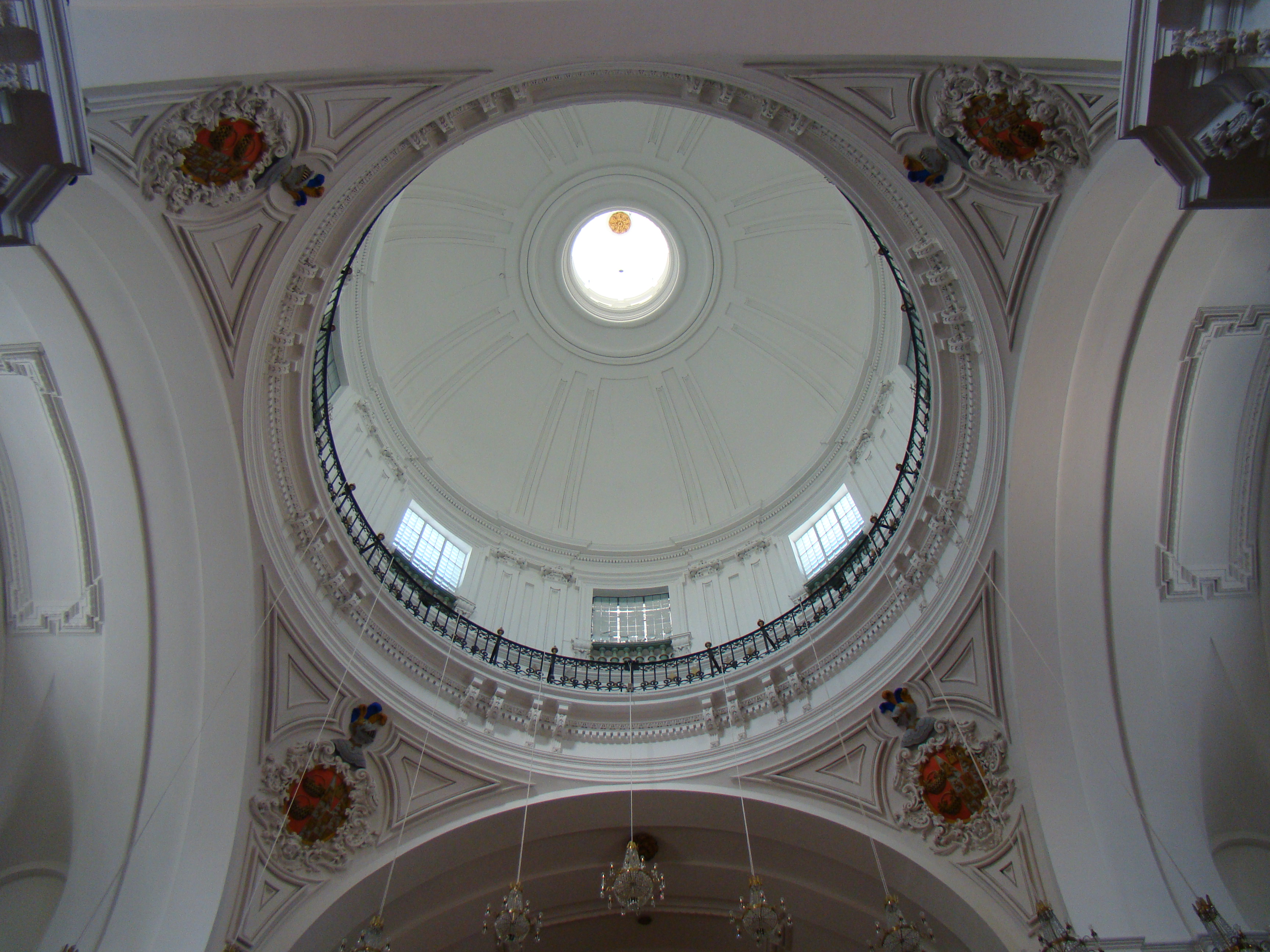
Vierungskuppel
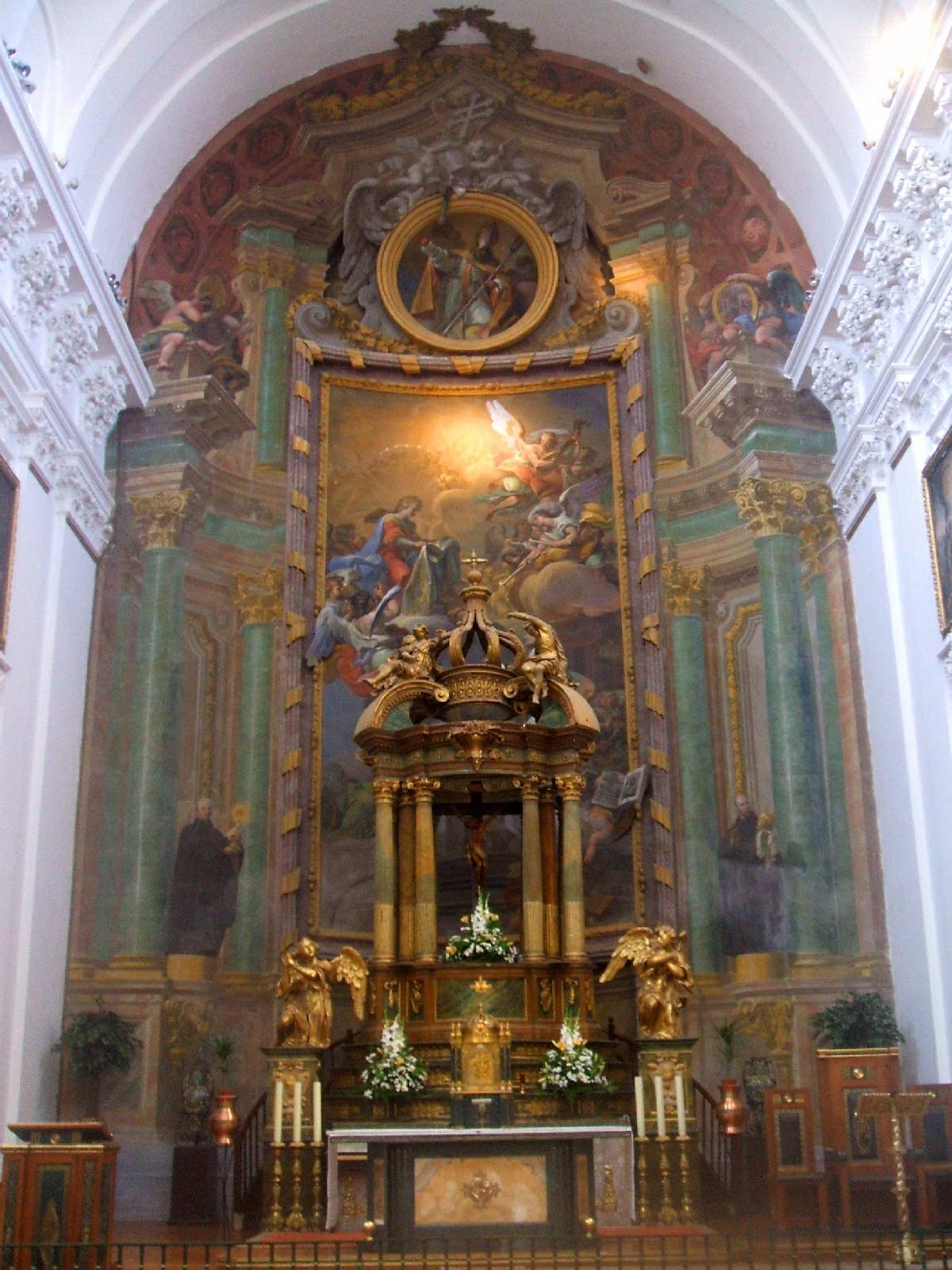
Mittelapsis
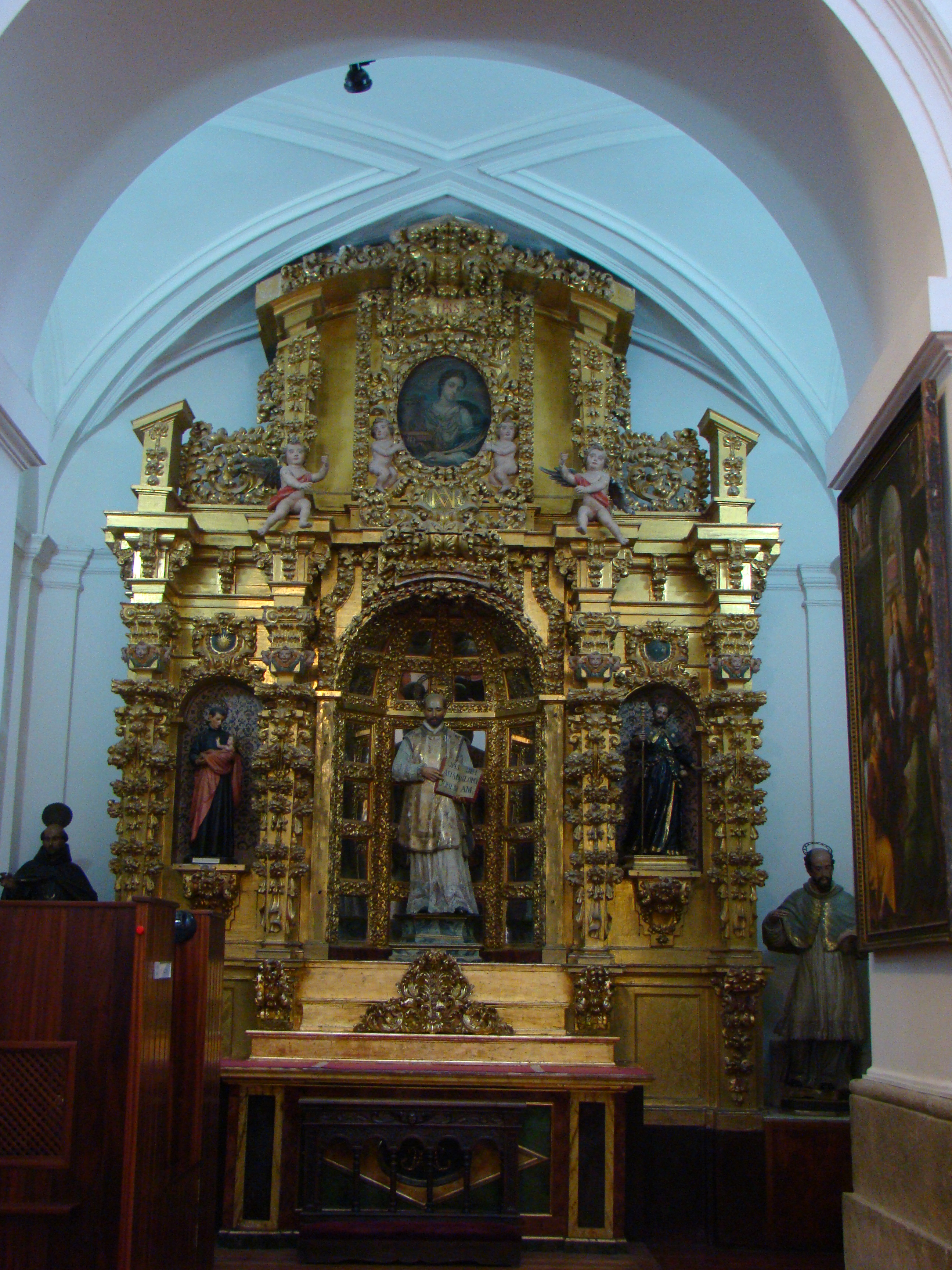
Altarretabel in einer Seitenkapelle
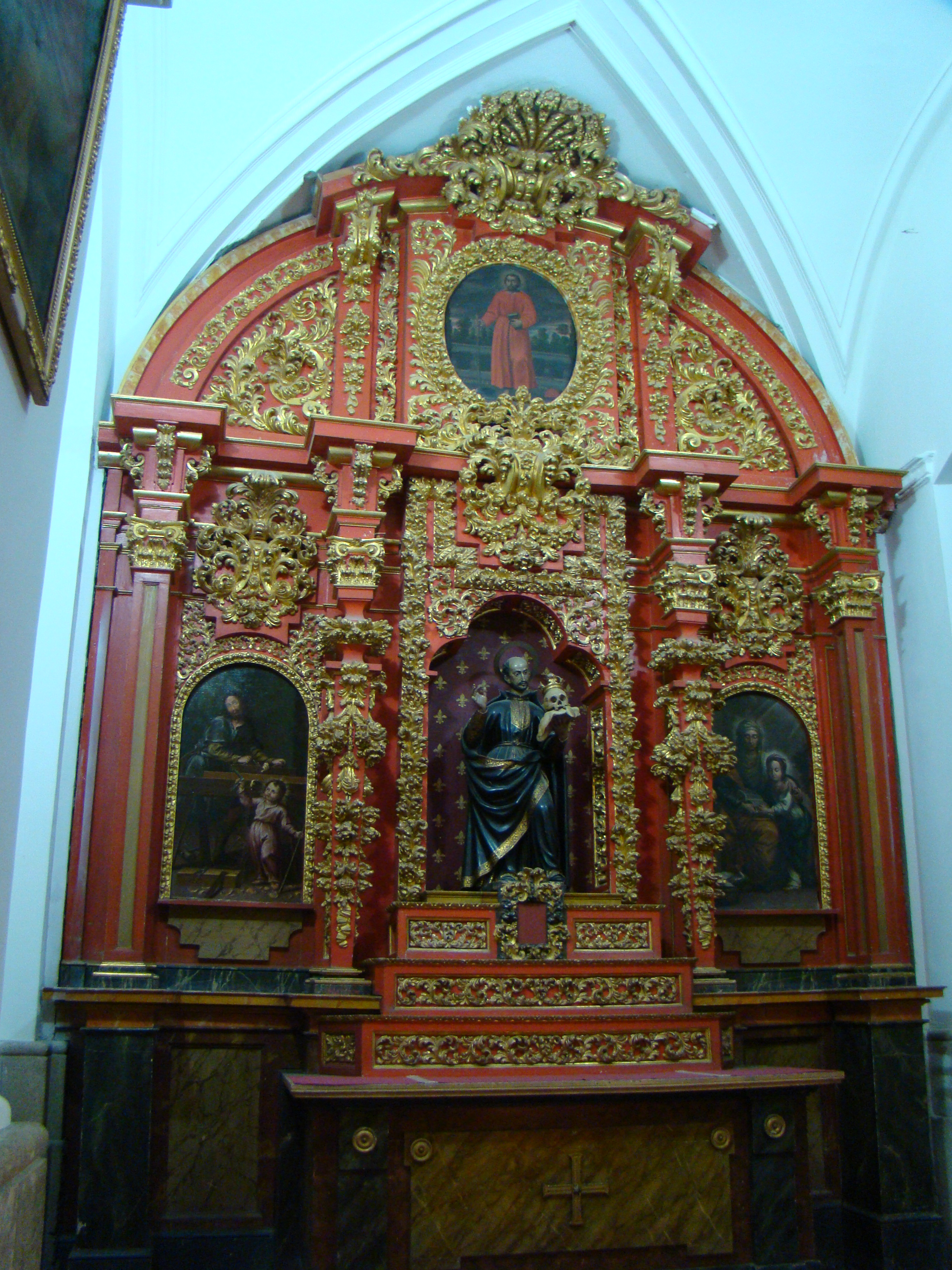
Altarretabel in einer Seitenkapelle